# Paula Irmschler

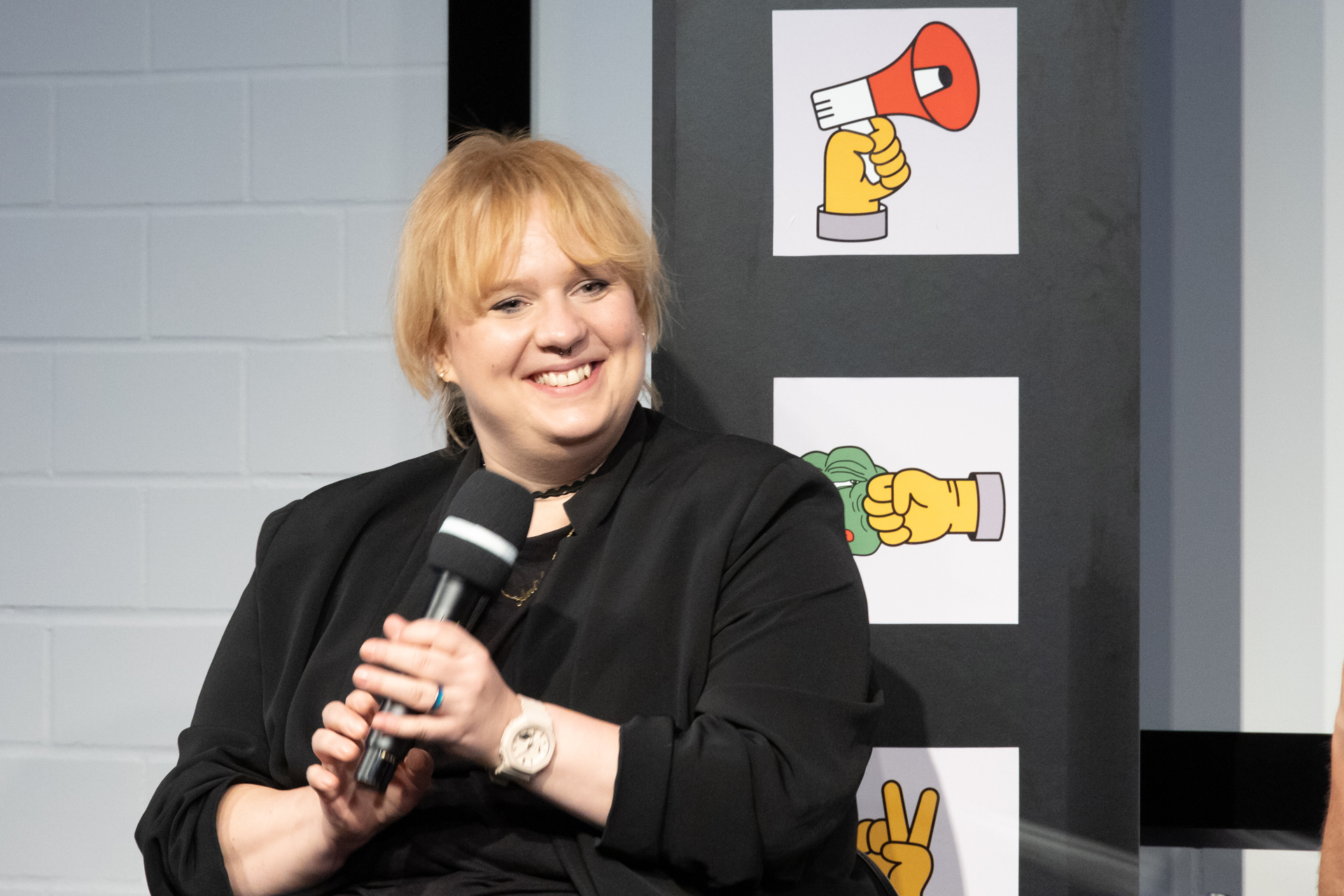
Paula Irmschler, 2022

Paula Irmschler (* 1989 in Dresden) ist eine deutsche Schriftstellerin.

## Leben
Paula Irmschler wuchs mit mehreren Geschwistern bei ihrer alleinerziehenden Mutter, die Lehrerin war, in Dresden auf. Sie besuchte zunächst eine Mittelschule. Nach der zehnten Klasse wechselte sie auf ein Gymnasium in der Dresdner Neustadt, an dem sie das Abitur bestand. Im Jahr 2010 zog Irmschler für ihr Studium der Politikwissenschaft nach Chemnitz. Fünf Jahre später ging sie nach Köln, arbeitete als Garderobiere und schrieb eine Kolumne für das Magazin Intro. Seitdem veröffentlichte sie Texte in Jungle World, im Missy Magazine, bei laut.de, im Musikexpress und in der Jolie.
Sie hat seit 2017 eine Kolumne bei der Tageszeitung Neues Deutschland, in der sie meist über feministische Themen schreibt. Seit 2019 betreibt sie mit Linus Volkmann den Podcast Feminismus und Autotune. Sie war Redakteurin bei der Satirezeitschrift Titanic.

## RomanSuperbusen

### Inhalt
Superbusen ist der Name einer (fiktiven) Chemnitzer Studentinnenband rund um die aus Dresden stammende Protagonistin. Die Bandmitglieder haben wenig Geld und sind auf der Suche nach sich selbst.

### Rezeption
Der Literaturkritiker Volker Weidermann bezeichnete Superbusen im Spiegel als „das Popbuch der Stunde“ und einen „großartigen, zeitgemäßen, unbedingt notwendigen Roman“. Bettina Baltschev schrieb für  MDR Kultur in ihrer Rezension: „‚Superbusen‘ ist vieles zugleich: ein Coming-of-Age-Roman, ein feministischer, ein politischer, ein Ost-Roman.“ Die Protagonistin Gisela sei „eine verletzbare, eigensinnige und starke junge Frau, bei der alles ganz selbstverständlich zusammengehört, die Identitätssuche, die Frauenpower, die Antifa, das Prekariat. Frei von Larmoyanz oder Minderwertigkeitskomplexen ist ‚Superbusen‘ ein Buch über Selbstermächtigung und Freundschaft, das für jede Lebenslage den passenden Popsong bereit hält. Ein mitreißendes, ein stellenweise sehr komisches, ein zärtliches Debüt, das wahrhaftig vom Leben in gegenwärtigen Zeiten erzählt.“
Katharina Granzin von der Frankfurter Rundschau befand: „Ein warmes, waches Lebensgefühl pulsiert in diesem unkitschigen Roman über junge Frauen, die durch alle Krisen schon irgendwie das Leben wuppen werden und sich gegenseitig stützen. Und ganz nebenbei kommt Paula Irmschler das nicht kleine Verdienst zu, mit ‚Superbusen‘ die sächsische Provinzstadt Chemnitz als möglichen Studienort bundesweit bekannter und durchaus attraktiv gemacht zu haben.“ Julia Encke schrieb in der Frankfurter Allgemeinen, es handele sich bei Superbusen um eines „der interessantesten Literaturdebüts dieses Frühjahrs“.
In der Süddeutschen Zeitung schrieb Janne Knödler: „Zwar ist es schön, einer Protagonistin zu begegnen, die ihre Wut, ihre Traurigkeit, ihre Angst angesichts persönlicher und politischer Verschiebungen nicht hinter einem Schleier der Ironie verbirgt oder in den Exzess flieht. Gleichzeitig läuft ‚Superbusen‘ aber Gefahr, weniger Literatur zu sein als eine politische Kolumne, Irmschlers Protagonistin weniger ein Charakter als eine Aneinandersammlung ‚richtiger‘ Meinungen. Weniger Herausforderung und mehr antifaschistische Biergartenmusik.“

## RomanAlles immer wegen damals
In Irmschlers Roman Alles immer wegen damals (2024) wird die Beziehung zwischen einer Mutter und ihrer Tochter neu beleuchtet, indem sie ohne historische Bezüge zur DDR oder zu den Transformationsjahren der 1990er-Jahre erzählt wird. Der Roman verfolgt die Geschichte von Karla und ihrer Mutter Gerda, die nach zwei Jahren der Stille durch ein von den Geschwistern geschenktes Wochenende in Hamburg wieder zusammengeführt werden. Während Karla, die nach Köln gezogen ist, eine eigene Familie gründen möchte, genießt Gerda in Leipzig ihre neu gewonnene Unabhängigkeit. Durch getrennte Kapitel für jede der beiden Protagonistinnen bietet Irmschler eine Darstellung ihrer individuellen Leben und Charaktere, wobei die Verbundenheit und Spannungen zwischen Ost- und Westdeutschland thematisiert werden, ohne eine dramatische Versöhnung zu erzwingen.

## Publikationen (Auswahl)
- Superbusen. Roman. Ullstein Verlag, Berlin 2020, ISBN 978-3-546-10001-4.
- Alles immer wegen damals. Roman. dtv, München 2024, ISBN 978-3-423-28334-2.